# Norops milleri
Norops milleri este o specie de șopârle din genul Norops, familia Polychrotidae, descrisă de Smith 1950. Conform Catalogue of Life specia Norops milleri nu are subspecii cunoscute.